# Jackalope

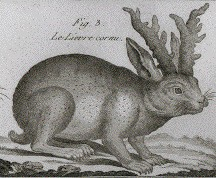
Lepus cornutus, XVIIIe siècle, un animal mal identifié, en partie à l'origine de la légende.

Le jackalope est un animal imaginaire du folklore américain, mélange entre un lièvre (« jackrabbit ») et une antilope (« antelope »). Il est habituellement représenté comme un lièvre (ou un lapin) avec des bois. Son nom scientifique est Lepus antilocapra,. Il est parfois appelé « Buckdjeuve » (de l'anglais « buck », un cerf, et « Djeuve », une variante orale du mot lièvre) en français, plus particulièrement en Acadie, voire dans la région du Madawaska,.
On l'appelle aussi parfois « lapin cornu » (horny bunny), ce qui rejoint le nom scientifique Lepus cornutus que donnaient les naturalistes à ce qu'ils pensaient être jusqu'au XVIIIe siècle une espèce réelle de lièvre mais à part du Jackalope et provenant de l'ancien monde.

## Légende
La légende le dit très farouche et difficile à observer, et qu'aucun spécimen vivant n'a jamais été capturé. On peut en revanche l'entendre puisqu'il imite la voix humaine à la perfection. Les cow-boys avaient parfois la surprise, le soir autour du feu, d'entendre leurs chants répétés fidèlement par une voix aux alentours.

## Fondements scientifiques

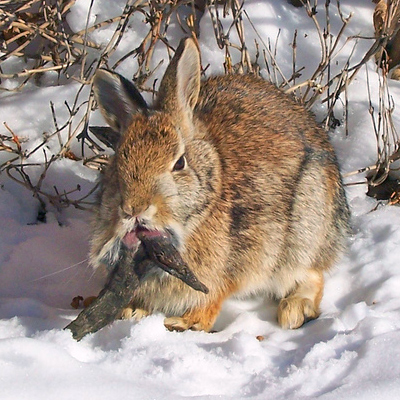
Lapin atteint d'un papillomavirus formant des sortes de « cornes » sous son oreille droite et sur la lèvre.

Il est très probable que la légende des jackalopes vienne de l’observation de lapins atteints d'un papillomavirus, qui provoque des tumeurs noirâtres allongées sur le corps de l'animal, parfois en forme de cornes sur leur tête.

## Propagation

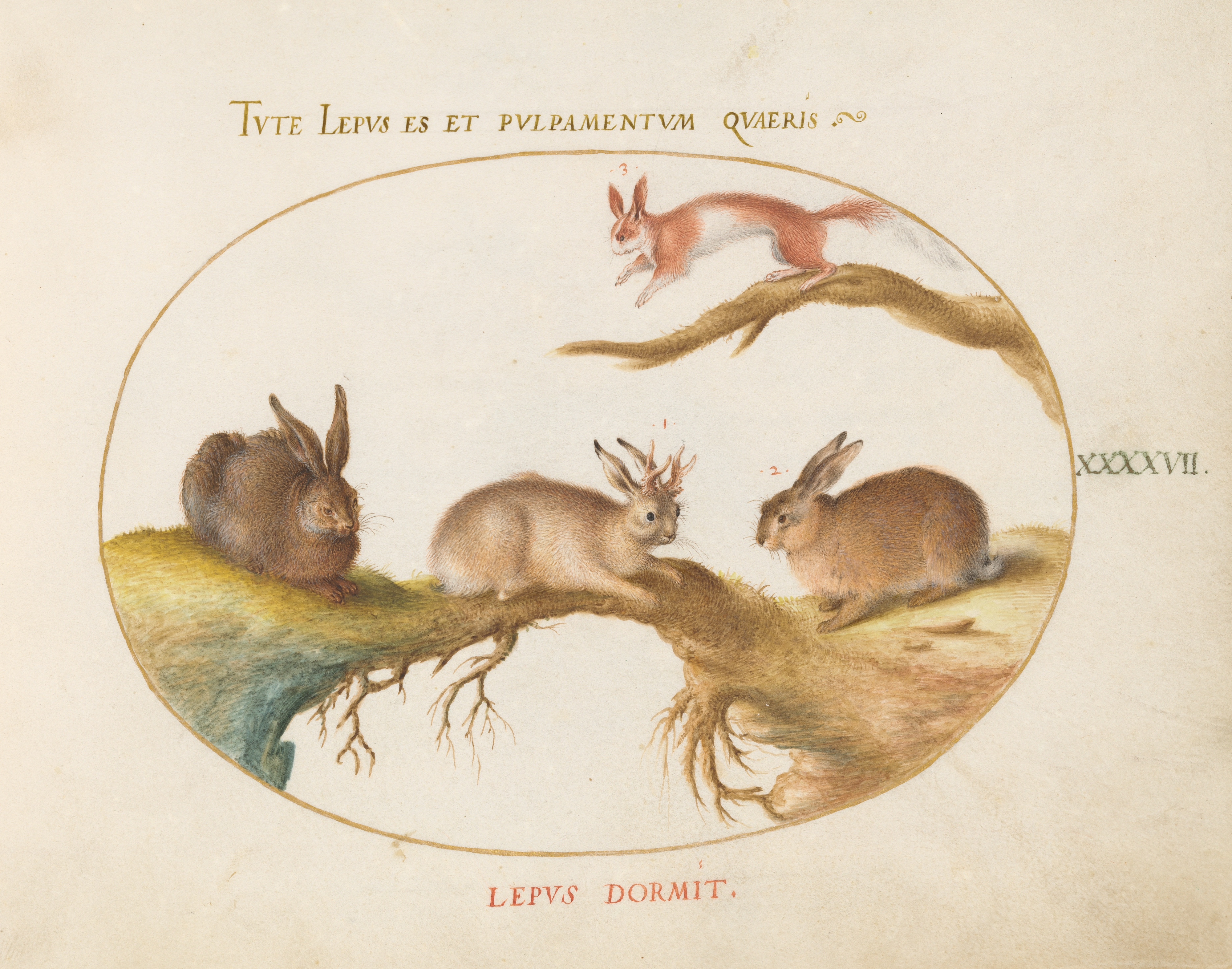
Planche zoologique de la fin du XVIe siècle, montrant un lièvre cornu.

Des lièvres cornus faisaient déjà partie depuis longtemps du bestiaire imaginaire d'Allemagne et d'Autriche : le Rasselbock, le Wolpertinger… et on peut imaginer que les migrants venus d'Europe centrale ont importé leurs légendes avec eux.
Dès les années 1930, des cartes postales montrant des jackalopes étaient vendues aux États-Unis. 

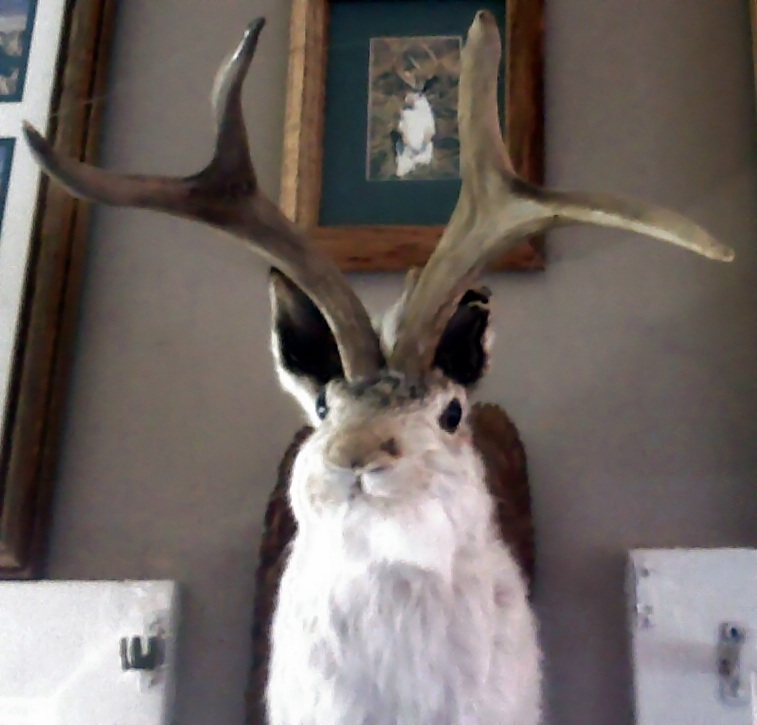
Faux trophée de jackalope.

Les trophées présentant des (fausses) têtes de jackalope abondent aux États-Unis d'Amérique, et Ronald Reagan lui-même en possédait une dans son ranch, aimant dire qu'il avait lui-même chassé l'animal.[réf. nécessaire]

## Culture populaire
Le Jackalope est une créature très présente dans la culture populaire, surtout aux États-Unis, où il figure parmi les créatures légendaires, mythiques ou fantastiques les plus connues, comme le Bigfoot. On le retrouve dans divers films, séries, œuvres de littérature littérature et jeux :
- sur la jaquette du jeu vidéo Sam and Max Hit the Road, dont une image est disponible sur la page anglaise de l'article ;
- l'un des deux personnages principaux du court métrage Saute-mouton du studio Pixar est un jackalope. Il est ici nommé « lapin-antilope » dans la version française et aide le premier personnage, un mouton qui a été rasé de sa laine, à se sentir mieux ;
- dans le Cycle de Ténébreuse, le Lapin Cornu est un petit animal sauvage très abondant sur Ténébreuse que l'on trouve dans la nature ou que l'on peut élever en captivité ;
- des Jackalopes apparaissent dans le jeu de cartes Magic : l'assemblée, sur la carte Jackalope Herd. La traduction française qui en est proposée est « Troupeau de Léporilopes » ;
- dans le MMORPG The Secret World, le Jackalope est invocable comme familier ;
- dans le jeu vidéo Red Dead Redemption, il s'agit d'un animal légendaire à abattre afin de débloquer une tenue. Il est dénommé dans le jeu tel un cryptide et le dépecer rapporte de la viande de lapin et des bois de cerf. Il peut apparaître n'importe où sur la carte aux mêmes endroits où les lapins normaux apparaissent mais on le retrouve surtout dans les zones sèches et arides ;
- dans le MMORPG Guild Wars 2, une quête de la carte « Contreforts du voyageur » vous propose d'aider à capturer la Chacalope ; animal imaginaire inspiré de la Jackalope ;
- dans le jeu de rôle papier Deadlands Reloaded, il s'agit d'une créature présente dans le bestiaire du jeu ;
- le jackalope apparaît comme trophée de chasse dans plusieurs œuvres de fiction: dans le jeu Tesla Effect : A Tex Murphy Adventure, dans la série américaine Glee (saison 2, épisode 23), dans la série X-Files (épisode 3 de la saison 10) ;
- le jackalope est un des personnages principaux de la bande dessinée pour enfants Jack et le Jackalope (2019), écrite par Ced et dessinée par Mino[7] ;
- dans le jeu Far Cry 5, un jackalope apparaît près du joueur à gauche lors de la seconde illusion de Faith Seed. L'animal peut cependant être chassé dans le monde normal du jeu et fait partie des versions alphas des animaux de base du jeu, ici, les lièvres normaux. Il est présent en tant qu'easter egg et apparait dans les spots de chasse de lièvres normaux, mais est souvent vu près de « Harris Residence »[8],[9] ;
- des jackalopes de divers types apparaissent plusieurs fois dans l'univers de la série My Little Pony : Les amies, c'est magique, notamment au début de l'épisode 14 de la quatrième saison, Filli Vanilli, et dans le troisième film de la série My Little Pony: Equestria Girls – Friendship Games. Des jackalopes apparaissent aussi dans plusieurs comics dérivés de la série dont des Jackalopes vampires[réf. nécessaire].

### Logo et symboles
- Le jackalope est l'emblème du groupe d'indie pop Miike Snow.
- La version 9.04 du système d'exploitation Ubuntu (qui est sortie le 23 avril 2009) a pour nom de code Jaunty Jackalope (jackalope jovial).